# Villanueva del Rebollar
Villanueva del Rebollar é um município da Espanha na província de Palência, comunidade autónoma de Castela e Leão, de área 16,67 km² com população de 106 habitantes (2004) e densidade populacional de 6,36 hab/km².

## Demografia
| Variação demográfica do município entre 1991 e 2004 | Variação demográfica do município entre 1991 e 2004 | Variação demográfica do município entre 1991 e 2004 | Variação demográfica do município entre 1991 e 2004 |
| --------------------------------------------------- | --------------------------------------------------- | --------------------------------------------------- | --------------------------------------------------- |
| 1991                                                | 1996                                                | 2001                                                | 2004                                                |
| 119                                                 | 116                                                 | 98                                                  | 106                                                 |